# 小红门站 (地铁)
小红门站是一个位于中国北京市朝阳区小红门地区小红门路、红坊路交叉口北侧，属于北京地铁亦庄线的地铁车站。

## 位置
小红门站位于小红门中街与小红门东路之间。

## 结构

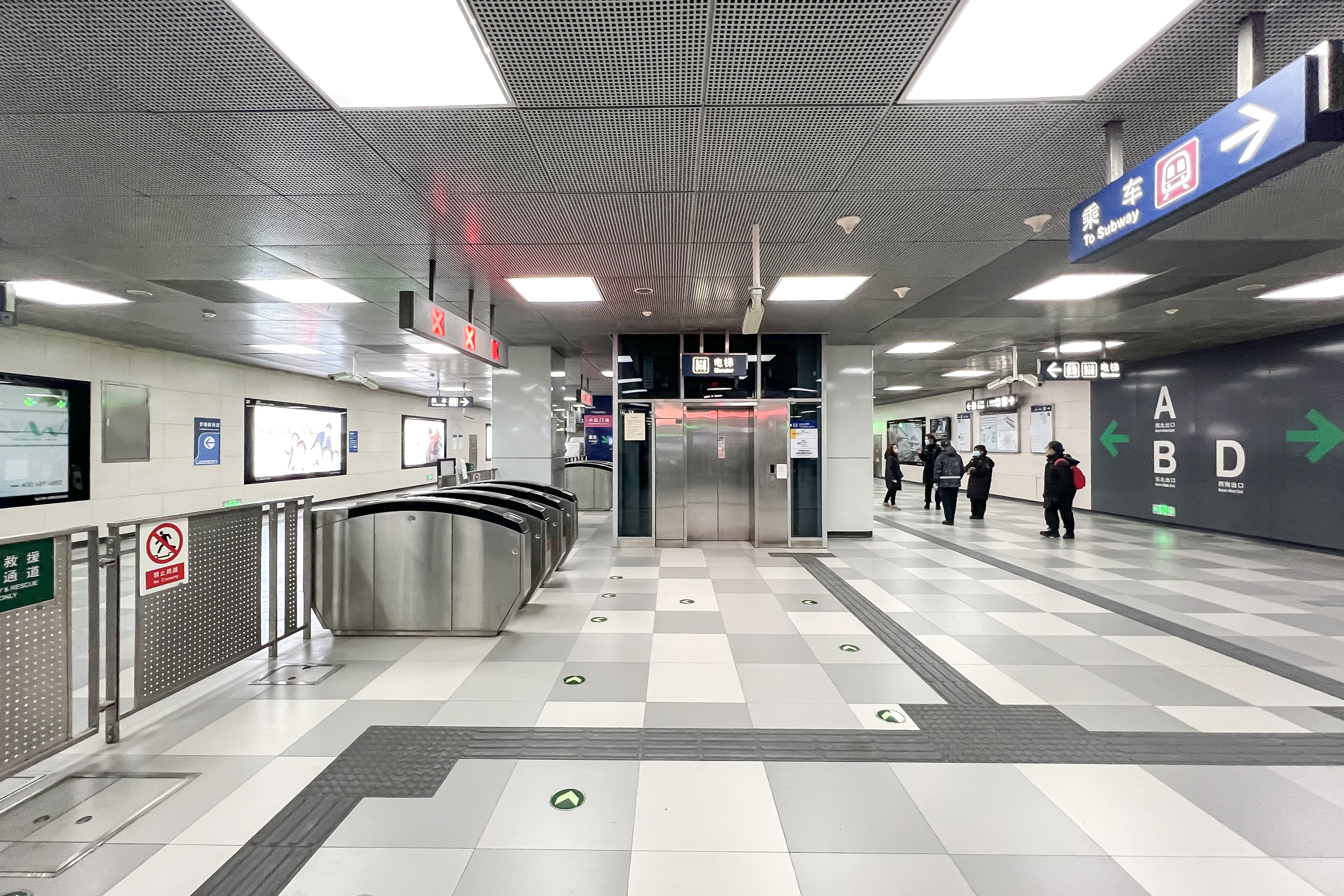
站厅层

该站为地下双柱站，岛式站台设计。装饰方面，该站按标准站设计，色调为黄色。本站北端站前设有一条渡线。
| 地面层          | 街道                         | A—D出入口                        |
| 地下一层 站厅层 | 站厅                         | 客务中心、自动售票机、进出站闸机 |
| 地下二层 站台层 |                              | █ 亦庄线往宋家庄（肖村）         |
| 地下二层 站台层 | 岛式站台，左側開门           |                                  |
| 地下二层 站台层 | █ 亦庄线往亦庄火车站（旧宫） |                                  |

## 出入口
|                       |            |                                                  |      |            |
| 编号                  | 指示       | 建议前往的目的地                                 | 图片 | 无障碍设施 |
| 出口 · A · 升降机标志 | 小红门路   | 春华小学                                         |      |            |
| 出口 · B              | 马道村后街 | 朝阳区实验小学、马道村、小红门菜市场、小红门医院 |      | 不適用     |
| 出口 · D              | 小红门东路 | 鸿博家园、小红门社区卫生站                       |      | 不適用     |
| 註： 設有             |            |                                                  |      |            |